# 伐地那非

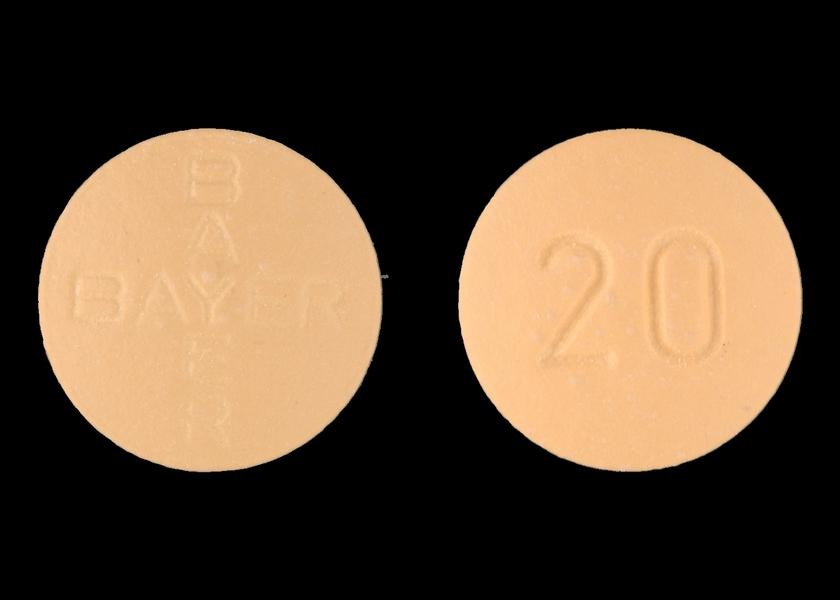
伐地那非(Levitra)20mg片剂

伐地那非（Vardenafil）是一种橙色的小药丸，绰号“火焰”。它是非常强效的PDE-5抑制剂。用於治療男性陰莖勃起功能障礙。該藥能夠協助男性在性行為時能達到及維持勃起。其品牌名稱為「Levitra」，中國大陸譯名為「艾力达」，香港譯名為「立威大」，台灣則譯為「樂威壯」（德國拜耳）。製劑有片劑，內含鹽酸伐地那非2.5mg、5mg、10mg或20mg。

## 外部連結
- (Levitra官方網站) （页面存档备份，存于）
- PubChem Information （页面存档备份，存于）